# اردک ماهی‌خوار سفید

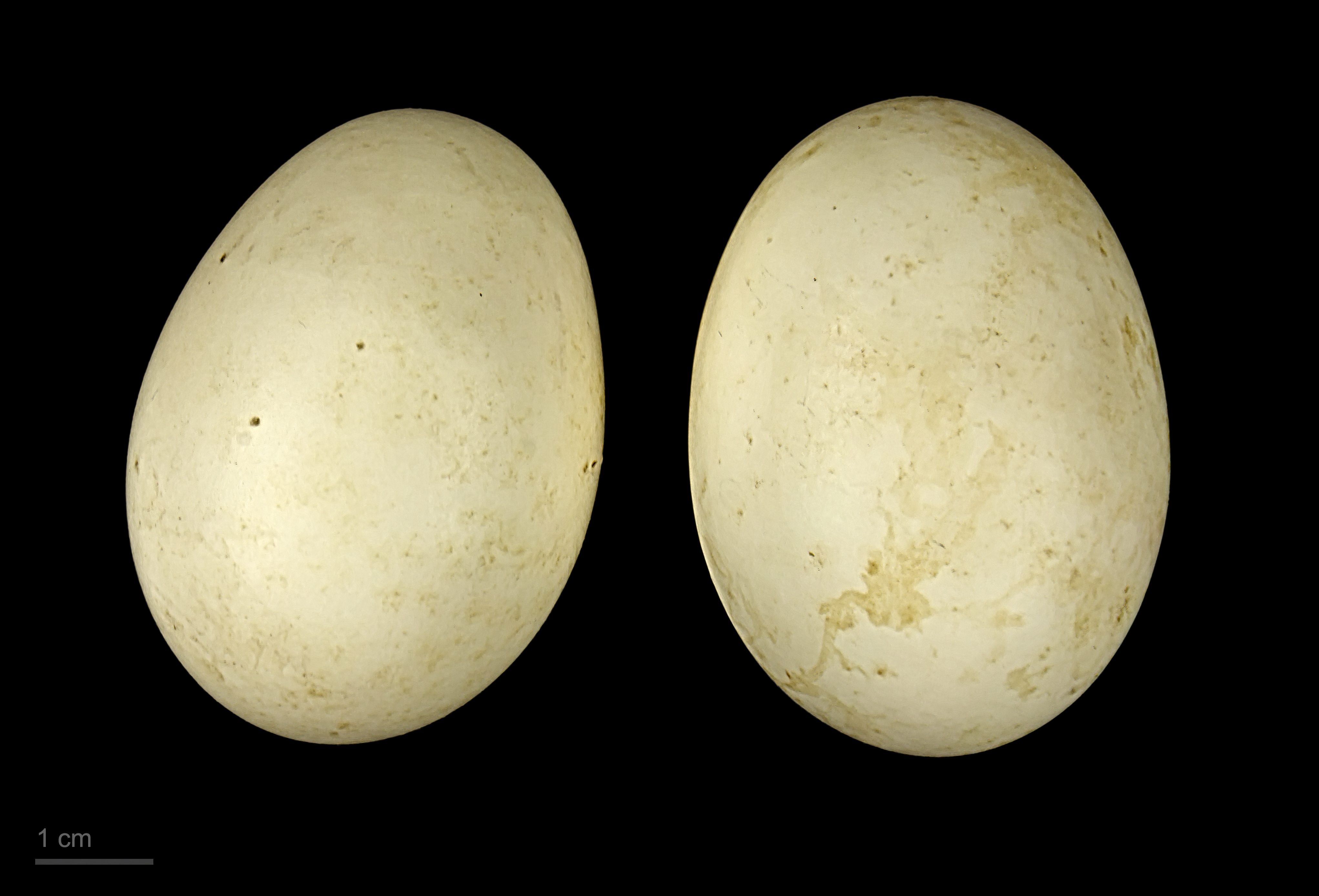
Mergellus albellus

اردک ماهی‌خوار سفید یا  مرگوس سفید (نام علمی: Mergellus albellus) پرندهای از تیرهٔ مرغابیان است.
دیده شده در تالاب‌های شفت ایران

## نام
واژه smew از قرن هفدهم به کار رفته‌است و مبدأ نامعین است. اعتقاد بر این است که این گروه به واژه هلندی smient یا واژه آلمانی Schmeiente یا Schmünte مرتبط است و احتمالاً از "smee" مشتق شده‌است که عبارت است از "اردک وحشی".

## نگارخانه

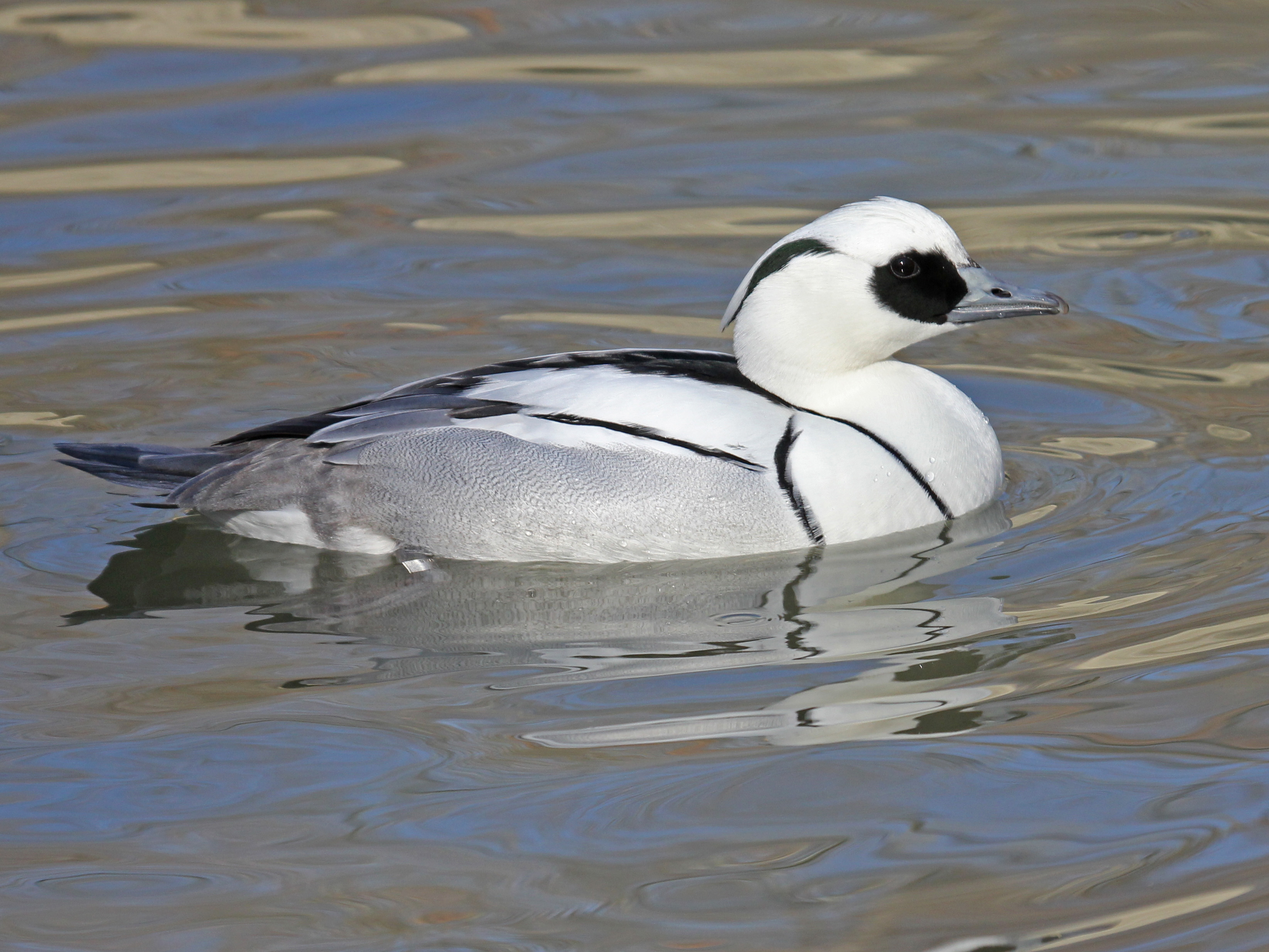
نر
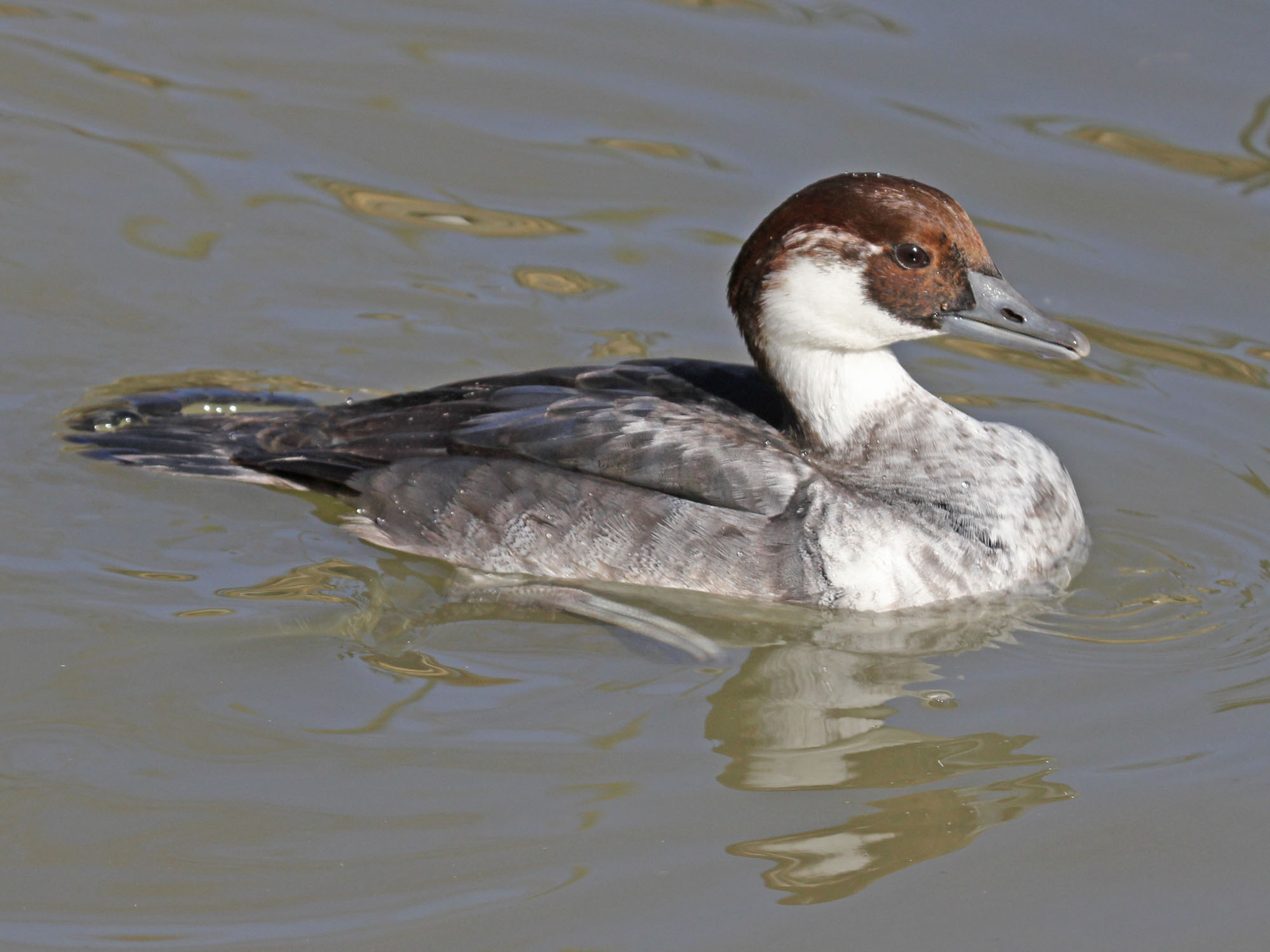
ماده